# Monterchi
Monterchi est une commune de la province d'Arezzo dans la région Toscane en Italie. 

## Géographie
Monterchi, à égale distance de Sansepolcro et de Città di Castello, se situe aux confins de la Toscane et de l'Ombrie, dans le paysage typique de la haute-Valtiberina.

## Histoire
La partie médiévale de la ville est perchée sur plusieurs niveaux sur une colline qui domine la plaine.

## Culture

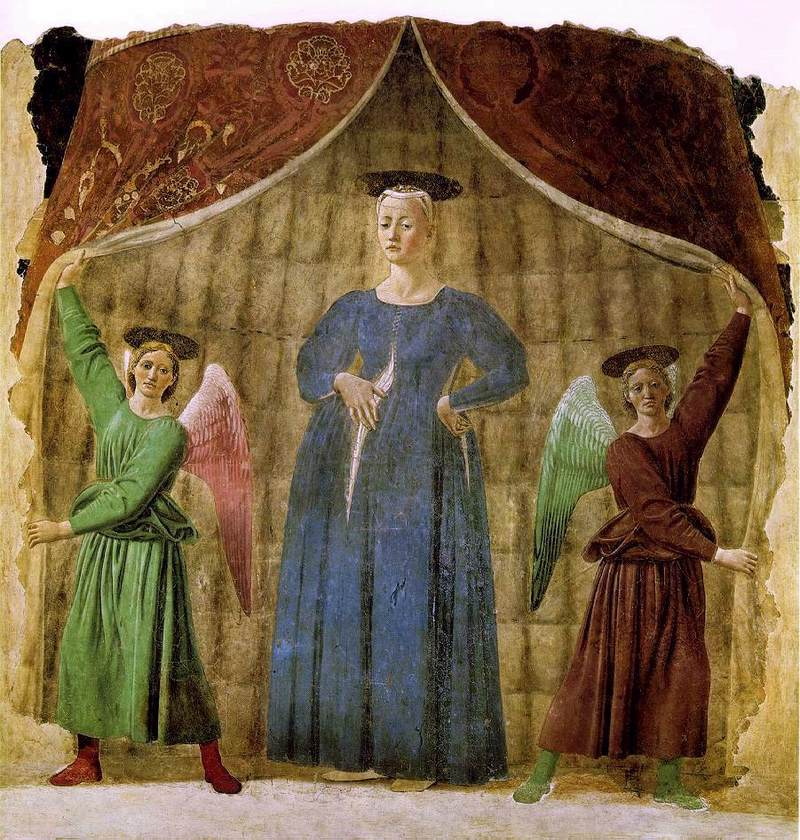
La Madonna del parto de Piero della Francesca.

Le musée de Monterchi (installé dans l'ancienne école) est principalement consacré à l'exposition de la fresque restaurée de la Madonna del Parto de Piero della Francesca initialement peinte et exposée dans l'ancienne église Santa Maria di Nomentana, détruite aujourd'hui.

### Édifices religieux dans la cité
- Chiesa di San Simeone
- Chiesa di San Benedetto

## Économie
- Tourisme
- Agriculture
- Artisanat

## Fêtes, foires
- Poesie nel cassetto (poésie dans le tiroir)
- C'era una volta (il était une fois)
- Stagione concertistica (saison de concert)
- Presepe vivente (crèche vivante)
- Paesi a Teatro (pays et théâtre)
- Christmas in Rock

## Administration
| Période                                  | Période  | Identité            | Étiquette     | Qualité |
| ---------------------------------------- | -------- | ------------------- | ------------- | ------- |
| 14 juin 2004                             | En cours | Massimo Boncompagni | Centro-Destra |         |
| Les données manquantes sont à compléter. |          |                     |               |         |

### Hameaux
Borgacciano, Fonaco, Le Ville, Padonchia, Pianezze, Pocaia, Ripoli.
- Églises remarquables :
  - Cappella di Santa Maria (Momentana)
  - Chiesa di Sant'Apollinare (Le Ville)
  - Chiesa di Sant'Angelo (Padonchia)
  - Chiesa della Madonna Bella (Pocaia)

### Communes limitrophes
- Anghiari
- Arezzo
- Citerna
- Città di Castello
- Monte Santa Maria Tiberina